# Нижнекамский трамвай
Нижнека́мский трамва́й — сеть трамвая города Нижнекамска, одна из последних созданных в СССР и России трамвайных систем. В Татарстане сеть уступает трамвайным системам Набережных Челнов и столицы республики — Казани по длине линий и числу вагонов. Создание высокопровозной сети городского транспорта было вызвано необходимостью обеспечения больших пассажирских потоков между жилыми районами города и вновь сооружённой удалённой и обширной промплощадкой производственных комплексов Нижнекамскнефтехима, Нижнекамскшина, ТЭЦ, а затем также с посёлком Красный Ключ, с расположенными там речным вокзалом, портом и пляжами. Открытие трамвайного движения состоялось в 1967 году. Оператором системы является МУП «Горэлектротранспорт», которое обслуживает данный единственный в городе вид электротранспорта. Однако в настоящее время многие линии в промзоне простаивают (некоторые разобраны), из-за расторжения заводами соглашений на перевозку рабочих, в пользу автобуса.

## История
- 1963 — начато строительство трамвайного депо на 50 единиц подвижного состава
- 1966 — построен главный производственный корпус депо, начаты пусконаладочные работы на поступившем подвижном составе и тяговых подстанциях № 1 и № 2.
- 23 февраля 1967 — открыта линия Трамвайное депо — ТЭЦ-1 протяженностью 19,2 км. Тяговые подстанции № 1 и 2 приняты в эксплуатацию.
- 1968 — открыта линия по городу: Депо — Телецентр протяженностью 7 км, принята в эксплуатацию тяговая электроподстанция № 3.
- 1972 — открыта линия ТЭЦ-1 — Шинный завод № 1 протяженностью 2,1 км.
- 1974 — открыта линия Телецентр — Красный Ключ протяженностью 11 км, принята в эксплуатацию тяговая электроподстанция № 4.
- 1978 — открыта линия в промышленную зону до ИП-4, принята в эксплуатацию тяговая электроподстанция № 9.
- 1983 — открыта линия до Шинного завода № 2, принята в эксплуатацию тяговая подстанция № 16.
- 1987 — открыта линия от ИП-4 до ТЭЦ-2 протяженностью 7,5 км, приняты в эксплуатацию тяговые электроподстанции № 10 и 11, на трамвайном узле ЦГФУ построены диспетчерский пункт и стрелочный пост.
- 1988 — начато строительство базы службы пути.
- 1994 — открыта линия до улицы Лесной протяженностью 4,8 км.
- 1998 — завершено строительство дополнительной ремонтной базы депо.
- 1999 — сдан в эксплуатацию производственный корпус депо.
- 2000 — начато проектирование линии по проспекту Мира протяженностью 8 км.
- 2002 — открыто разворотное кольцо БСИ.
- 2005 — начаты строительство заготовительного участка и реконструкция Цеха ремонта и осмотра подвижного состава, которая позволит увеличить выпуск вагонов до 120 единиц.
- Первая половина 2006 года — заготовительный участок введён в эксплуатацию, начата закладка фундамента центральной тяговой подстанции № 13.
- 2007—2009 — работа согласно заключенным договорам с Муниципалитетом, в 2007 году приобретен 1 трамвайный вагон, с 2008 года введён новый маршрут 4а для работников промышленной зоны.
- 2010 — во исполнение ФЗ РФ «Об инвалидах» был приобретен трамвайный вагон новой модели 71-623 — с низким полом для перевозки людей с ограниченными физическими возможностями.
- 2011 — согласно программе «Безбарьерный Нижнекамск» предприятием был приобретен ещё один низкопольный трамвай для перевозки людей с ограниченными физическими возможностями здоровья. Кроме этого, 2011 год ознаменован тем, что на предприятии «Горэлектротранспорт» проходил 14 открытый Всероссийский конкурс профессионального мастерства водителей трамвая. 30 водителей трамвая из 28 городов Российской Федерации в течение 5 дней проходили конкурсные этапы на предприятии «Горэлектротранспорт».
- 2011 — Расторгнут договор с ОАО «НКНХ» на перевозку пассажиров трамваями. В связи с этим отменены маршруты № 4 и № 4а и сокращены рейсы маршрута № 3.
- 2022 — с 1 июля прекращено движение трамваев по маршруту № 3[2]. Линия от ТЭЦ-1 до Шинного завода выведена из регулярной эксплуатации.
- 2023 — с 1 января прекращено движение трамваев по маршруту № 1[3]. Движение трамваев в промзоне к востоку от конечной «БСИ» по линиям на Шинный завод и ТЭЦ-2 более не осуществляется. В общей сложности не используется 30 км пути в двупутном исчислении.

## Маршруты
| № | Маршрут                           | Дата открытия | Длина пути (в обе стороны) | Время в пути (в одну сторону) | Примечание                                                |
| - | --------------------------------- | --- | -------------------------- | ----------------------------- | --------------------------------------------------------- |
| 1 | Лесная — ТЭЦ-1 — Лесная           | 1974 | 18,4 км                    | 33 мин.                       | Временно приостановлен                                    |
| 2 | Депо — Красный ключ — Депо        | 1974 | 18,4 км                    | 33 мин.                       |                                                           |
| 3 | Лесная — НШЗ-2 — Лесная           | 1972 Телецентр — НШЗ-1 — Телецентр — 29,4 км 1988 Телецентр — НШЗ-2 — Телецентр — 30,3 км 1994 Лесная — НШЗ-2 — Лесная — 35,1 км | 18,4 км                    | 33 мин.                       | Временно приостановлен                                    |
| 5 | Лесная — ТЭЦ-2 — Лесная           | 1988 Телецентр — ТЭЦ-2 — Телецентр — 31,5 км 1994 Лесная — ТЭЦ2 — Лесная — 36,2 км                                               | 36,2 км                    | 43 мин.                       | Временно приостановлен                                    |
| 6 | Депо — Лесная — Депо              | 1994 по маршруту 2а 2000 Депо — Лесная — Депо                                                                                    | 13,6 км                    | 22 мин.                       |                                                           |
| 7 | Лесная — БСИ — Лесная             | 2002 | 16,9 км                    | 38 мин.                       | Также существует спецрейсы 7-го маршрута Депо — БСИ- Депо |
| 8 | Красный ключ — БСИ — Красный ключ | 2002 | 21,7 км                    | 38 мин.                       | 2 рейса только в будние дни                               |

В целях уменьшения промежутков между вагонами, идущими в промышленную зону и сохранения рентабельности маршрутов, обслуживающих это направление, по маршруту № 3 следуют трамваи маршрута № 3к (коммерческий). На трамваях этого маршрута установлена повышенная стоимость оплаты за проезд и отменены льготы всем категориям пассажиров.
Вагоны маршрутов № 1, 3, 3к и 5 участок от остановки «Вещевой рынок» до остановки «Первая эстакада» следуют без остановок (пропускаются остановки «Промбаза», «Пищекомплекс», «Теплица», «БСИ»).

## Стоимость проезда
Стоимость проезда в трамваях Нижнекамска составляет:
- на общегородских маршрутах — 40 рублей ;

Стоимость проездных билетов составляет:
- для организаций (юридических лиц) — 1320 рублей[4];
- для всех категорий населения — 660 рублей;
- для студентов высших и средних учебных заведений — 500 рублей;
- для учащихся общеобразовательных и профессионально-технических учебных заведений — 360 рублей.

Продажа проездных билетов производится на к/п «Лесная», с автотранспорта на остановочных пунктах с 25 числа по 5 число текущего месяца c 10:00 до 18:00 без перерыва на обед, в кассе предприятия МУП «Горэлектротранспорт» с 25 числа по 10 число текущего месяца с 8:00 до 19:00.

## Пассажиропоток
| Год  | Пассажиры (млн. чел) |
| ---- | -------------------- |
| 1995 | 31,1                 |
| 2000 | 44,3                 |
| 2005 | 34,8                 |
| 2006 | 34,7                 |
| 2007 | 34,1                 |
| 2008 | 22,7                 |
| 2022 | 6,8                  |
| 2023 | 6,1                  |
| 2024 | 5,3                  |

## Подвижной состав
В настоящее время эксплуатируются 56 пассажирских и 11 служебных вагонов.
Используются пассажирские вагоны КТМ-5, КТМ-8, КТМ-19 и КТМ-23 (один из первых произведённых) одного завода-производителя УКВЗ. Эксплуатация вагонов РВЗ-6М была недолгой ввиду принятия решения о целесообразности полного перехода на использование вагонов одного типа и производителя.
- 1966 — получены 20 вагонов РВЗ-6М
- 1968 — получены 5 вагонов РВЗ-6М
- 1969 — получены 9 вагонов РВЗ-6М
- 1970 — получены 5 вагонов РВЗ-6М
- 1975 — получены 14 вагонов КТМ-5МЗ
- 1979—1981 — получены 40 вагонов 71-605
- 1987 — получены 15 вагонов 71-605
- 1990—1992 — получены 5 вагонов 71-605
- 1997 — 2000 — получены 8 вагонов 71-608КМ
- 2003 — получены 3 вагона 71-619 (модификации К, КТ и КТ-01)
- 2004 — получены 2 вагона 71-619KT
- 2005 — получен 1 вагон 71-619КТ и кузов первой комплектности 71-619К
- 2004 — получен ещё 1 вагон 71-619КТ
- 2010 — получен 1 вагон 71-623.01
- 2011 — получен 1 вагон модели 71-623.01
- 2012 — получен 1 вагон модели 71-623.02
- 2013 — получен 1 вагон модели 71-623.02
- 2016 — получены 4 вагона модели 71-623.02, а также два вагона РВЗ-6М2 из Казани для дальнейшей реставрации

## Инфраструктура
Длина путей в однопутном исчислении составляет 63 км. В топологическом плане сеть является централизованной как в пределах жилых кварталов города, так и вне их, имея многокилометровые вылетные линии, ведущие к значительно удалённым промплощадке и речному вокзалу.
Значительная часть путей, в том числе часть линий в пределах жилых кварталов и все вылетные линии, являются выделенными и проложенными не по центру, а сбоку магистралей. Благодаря этому, а также значительной протяжённости вылетных линий с безостановочным движением и ряду развязок на магистралях, на многих участках скорости движения и вся система в целом близка к скоростному трамваю.
Имеется одно депо и небольшое обеспечивающее автохозяйство.

## Перспективы развития
В связи с масштабной застройкой новых микрорайонов Нижнекамска, промышленным строительством, вопрос развития социально-ориентированной транспортной схемы города особенно актуален. Одним из оптимальных решений является строительство новой трамвайной линии по улице Южной.
Данная линия предусмотрена генеральным планом города Нижнекамска и входит в существующую трамвайную сеть на пересечении проспекта Химиков и улицы Баки Урманче.
Общая протяженность трамвайной линии составляет 5,62 км (в том числе: 1 км вдоль улицы Баки Урманче, 2,8 км вдоль проспекта Мира до ул. Южной и 1,55 км вдоль улицы Южной).
В результате строительства новой линии появится возможность организовать новые маршруты:
- Южная — ТЭЦ −2 — Южная
- Южная — ТЭЦ −1 — Южная
- Южная — Лесная — Южная
- Южная — Красный Ключ — Южная
- Южная — НШЗ — Южная
- Южная — ДЕПО — Южная